# Scheherazade and other stories
Scheherazade and other stories is een studioalbum van de Britse band Renaissance. Naar aanleiding van het stijgende succes van hun vorige albums mocht Renaissance een muziekalbum opnemen in de Abbey Road Studios. Zij stonden onder leiding van de redelijk ervaren producer Hitchcock en mochten gebruikmaken van orkestrator Tony Cox. Leden van het London Symphony Orchestra, toch vaak in de Abbey Road Studios te vinden vulden de orkestpartijen in. Het album is deels een conceptalbum vanwege de song Songs of Scheherazade. Het album is grotendeels gewijd aan deze vertelster.

## Musici
- Annie Haslam – zang
- Michael Dunford – gitaar, zang
- Jon Camp – basgitaar, zang (voor het eerst goed gespeld)
- John Tout – toetsen
- Terence Sullivan – slagwerk
- Betty Thatcher-Newsinger - teksten.

## Composities
De toewijzing van de composities is wat moeilijk voor het titelnummer; de songs lopen in elkaar over en fragmenten van een deel keren terug in een ander:
1. "Trip to the Fair" (Dunford-Thatcher-Tout) - 10:51
2. "The Vultures Fly High" (Dunford-Thatcher) - 3:04
3. "Ocean Gypsy" (Dunford-Thatcher) - 7:05
4. "Song of Scheherazade" (Camp-Dunford-Thatcher-Tout) - 24:39
  1. Fanfare - :38 (instrumentaal)
  2. The Betrayal - 2:05 (instrumentaal)
  3. The Sultan - 4:45
  4. Love Theme - 2:42 (instrumentaal)
  5. The Young Prince and Princess as told by Scheherazade - 2:29
  6. Festival Preparations - 5:11 (instrumentaal)
  7. Fugue for the Sultan - 2:10 (instrumentaal)
  8. The Festival - 2:10
  9. Finale - 2:29

Trip to the Fair zou gaan over een afspraak tussen Haslam en Roy Wood; de vertelster / zangeres komt aan op een plein, maar er is niemand. Ocean Gypsy werd later een titel van een ander muziekalbum van de band.
Studio: Renaissance (1969) · Illusion (1971) · Prologue (1972) · Ashes Are Burning (1973) · Turn of the Cards (1974) · Scheherazade and other stories (1975) · Novella (1977) · A Song for All Seasons (1978) · In the Beginning (1978) · Azure d'Or (1979) · Camera Camera (1981) · Time-Line (1983) · Tuscany (2000) · The Mystic and The Muse (ep) (2010) · Grandine il Vento (2012)
Annie Haslams Renaissance: Blessing in Disguise  (1994)
Michael Dunford's Renaissance: The Other Woman  (1994) · Ocean Gypsy (1997)
Live: Live at Carnegie Hall (1976) · Renaissance Live at the Royal Albert Hall (1977) · BBC Sessions (1999) · Day of the Dreamer (2000) · Renaissance Unplugged (2000) · In the Land of the Rising Sun (2002) · Dreams and Omens (2008) · Renaissance DeLane Lea Studios 1973 (2015) · A symphonic journey (2018)
Compilatie: Tales of 1001 Nights (Parts 1 and 2) (1990) · Da Capo (1995) · Songs from Renaissance Days (1997) · Live & Direct (2002)